# Önkormányzati rendelet
Az önkormányzati rendelet Magyarországon a helyi önkormányzatok által hozható jogszabály.
Önkormányzati rendeletet a települési (községi, városi, fővárosi, fővárosi kerületi) és a megyei önkormányzatok alkothatnak. A rendelet területi hatálya csak az adott településre vagy megyére; a személyi hatálya pedig annak lakosaira, valamint a településsel, megyével valamilyen módon kapcsolatban állókra (pl. annak jelképeit használókra, ott ingatlannal rendelkezőkre, a településen működő cégekre stb.) terjed ki. (Kivételt jelent e szabály alól, hogy a település önkormányzata bizonyos esetekben, közös feladatellátás esetén átadhatja rendeletalkotási jogát egy másik település önkormányzatának.)
A helyi rendeleteket az önkormányzat képviselő-testülete nyilvános ülésen, minősített többséggel fogadja el, majd azt a jegyző (a helyben szabályozott módon, általában egy hivatalos hirdetőtáblán vagy az önkormányzat honlapján) hirdeti ki. Megjelölésük tartalmazza a megalkotó képviselő-testület nevét, a rendelet éven belüli sorszámát, a kihirdetés évét, hónapját, napját, valamint a címet; pl.: Budapest Főváros XVII. kerület Rákosmente Önkormányzata Képviselő-testületének 11/2013. (II. 22.) önkormányzati rendelete az Önkormányzat 2013. évi költségvetéséről.
A képviselő-testületek a rendeletalkotást nem igénylő kérdésekben határozattal döntenek.

## Az önkormányzati rendeletek a jogrendszer egészében
Törvények határozzák meg, hogy az önkormányzatok miről és milyen keretek közt rendelkezhetnek. Helyi rendeletek szabályozhatják többek között a helyi adókat; a szociális ellátásokat és támogatásokat; egyes közszolgáltatások (pl. hulladékszállítás, szippantás, kéményseprés, távhőszolgáltatás) működését; a helyi építési követelményeket; a közterületek használatának rendjét; az önkormányzat költségvetését; a saját belső működésének legfontosabb szabályait; a saját vagyonával való gazdálkodás rendjét; és még jó néhány egyéb kérdést. E tárgykörök legtöbbjét az önkormányzatok nemcsak jogosultak, de kötelesek is szabályozni.
A helyi szabályok meghatározása során a képviselő-testületek elvileg széleskörű szabadságot élveznek, ezt azon a gyakorlatban szűk keretek közé terelik az országos jogszabályok, amelyekkel az önkormányzati rendeletek nem lehetnek ellentétesek: törvények, kormány- és miniszteri rendeletek (valamint a két önálló szabályozó szerv, a MEKH és az NMHH rendeletei). Ha az önkormányzati rendelet ezek valamelyikébe ütközik, az illetékes fővárosi vagy megyei kormányhivatal törvényességi felügyeleti feladatkörében intézkedik a jogsértő állapot megszüntetése érdekében. Ha valaki a saját ügyében szenved hátrányt egy jogsértő önkormányzati rendelet miatt, akkor az ügyében eljáró bírótól kérheti, hogy kezdeményezze a rendelet megsemmisítését. A jogsértő önkormányzati rendelet megsemmisítésére mindkét esetben (akár a kormányhivatal, akár a bíró kezdeményezése alapján) a Kúria vagy az Alkotmánybíróság jogosult.

## Az önkormányzati rendelet megjelölése a kihirdetése során
Az önkormányzati rendelet megjelölése a  kihirdetése során - az alábbi sorrendben - a következő: 
- a) a rendelet megalkotójának teljes megjelölése,
- b) a rendelet sorszáma arab számmal,
- c) a „/” jel,
- d) a rendelet kihirdetésének éve arab számmal,
- e) zárójelben a rendelet kihirdetésének hónapja római számmal és napját arab számmal,
- f) az „önkormányzati rendelete” kifejezés és
- g) a rendelet címe. [1]

## Önkormányzati rendeletek elérhetősége
Az önkormányzati rendeletek megtalálhatók a Nemzeti Jogszabálytár > Önkormányzati rendeletek Archiválva 2014. május 31-i dátummal a Wayback Machine-ben oldalon. Itt (és saját honlapjukon is) az önkormányzatok kötelesek rendeleteiket közzétenni.

## Jogszabályok
- 2011. évi CLXXXIX. törvény Magyarország helyi önkormányzatairól
- 2010. évi CXXX. törvény a jogalkotásról
- 338/2011. (XII. 29.) Korm. rendelet a Nemzeti Jogszabálytárról
- 61/2009. (XII. 14.) IRM rendelet a jogszabályszerkesztésről
- 32/2010. (XII. 31.) KIM rendelet a Magyar Közlöny kiadásáról, valamint a jogszabály kihirdetése során történő és a közjogi szervezetszabályozó eszköz közzététele során történő megjelöléséről
- 5/2019. (III. 13.) IM rendelet a Magyar Közlöny kiadásáról, valamint a jogszabály kihirdetése során történő és a közjogi szervezetszabályozó eszköz közzététele során történő megjelöléséről